# Rachid Ramda
Rachid Ramda, aussi connu sous le nom de « Abou Fares », né en Algérie en 1969, est un terroriste algérien accusé d'être le « cerveau » des attentats de l'été 1995 dans les transports publics à Paris. Il est condamné le 26 octobre 2007 par la cour d'assises de Paris à la réclusion criminelle à perpétuité.

## Attentats de 1995
Selon l'accusation française, Rachid Ramda, basé à Londres, était « le maître d'œuvre » d'une « centrale d'information » et d'une « structure de financement du GIA », le Groupe islamique armé algérien qui a revendiqué la vague d'attentats de 1995. 
Rachid Ramda a été « l'interlocuteur privilégié » de l'émir du GIA, Djamel Zitouni, ainsi que de son « agent principal de propagande » en Europe. 
En novembre 1995, après la mort de Khaled Kelkal, abattu en septembre par les gendarmes, et la capture de Boualem Bensaïd, Rachid Ramda poursuivi par la justice française demande le statut de réfugié au Royaume-Uni. Il nie toute implication dans les attentats.

## Refuge au Royaume-Uni
Arrêté à Londres en novembre 1995, Rachid Ramda est extradé vers la France en décembre 2005, après dix ans de détention en Grande-Bretagne, sous écrou extraditionnel. Il lutte pendant de longues années contre la demande d'extradition de la France, refusée à plusieurs reprises par le Royaume-Uni. 
Le refus des autorités britanniques de l'extrader devient un sujet de crispation entre la France et le Royaume-Uni qui est accusé par la France et par d'autres commentateurs d'être conciliant avec les islamistes radicaux opérant hors de son territoire afin d'« acheter la paix au Royaume-Uni ». 
Cependant, le gouvernement britannique essaye plusieurs fois d'extrader Ramda, mais la Haute Cour de justice britannique annule ses décisions.
Les partisans de Ramda le décrivent comme un demandeur d'asile détenu dans les prisons britanniques sans inculpation ni procès, affirmant que c'est une violation de ses droits. Les opposants affirment que, légalement, c'est Ramda qui est resté volontairement en prison en refusant d'être extradé et jugé en France.
L'extradition de Rachid Ramda est décidée le 14 octobre 2005 après que tous ses recours ont été épuisés, et réalisée le 1er décembre 2005.

## Procès en France

### Procès en correctionnelle
Son procès en correctionnelle en France commence le 27 février 2006.
Le 29 mars 2006, Rachid Ramda est condamné à dix ans de prison par le tribunal correctionnel de Paris, la peine maximale encourue pour sa participation à la préparation des attentats. 

### Procès en appel
Le 18 décembre 2006, Rachid Ramda est condamné en appel à dix ans d'emprisonnement pour sa participation aux préparatifs des attentats de 1995 à Paris, peine maximale déjà infligée en mars 2006 en première instance par le tribunal correctionnel de Paris, et à une interdiction définitive du territoire français. La 10e chambre de la cour d'appel de Paris a confirmé « en toutes ses dispositions » le jugement en première instance du 29 mars 2006. Rachid Ramda était absent quand la cour d'appel a prononcé l'arrêt, refusant d'être extrait de sa prison comme il l'avait déjà fait pour les débats du 6 novembre 2006. 
La présidente de la 10e chambre précise qu'il n'y a pas « lieu à maintien en détention » de Rachid Ramda, du fait du temps déjà passé en prison. Mais Ramda reste détenu dans le cadre d'autres dossiers.

### Cour d'assises
Rachid Ramda comparaissant pour sa participation effective aux attentats de 1995 dans le métro et le RER parisiens (aux stations Saint-Michel, Orsay et Maison-Blanche), qui avaient fait 8 morts et 200 blessés, et considéré comme le financier de ces attentats, est condamné le 26 octobre 2007 par la cour d'assises de Paris à la perpétuité assortie d'une période de sûreté incompressible de 22 ans, cela après avoir nié durant tout le procès avoir participé aux faits et avoir condamné le terrorisme. Il a cependant admis avoir envoyé des fonds à Boualem Bensaïd, déjà condamné à perpétuité pour avoir directement participé aux mêmes attentats. Son procès en appel devant la Cour d'assises spéciale de Paris a débuté le 16 septembre 2009. Le 13 octobre, la condamnation de Rachid Ramda à la prison à perpétuité assortie d'une peine de sûreté de 22 ans est confirmée ; après l'annonce du verdict, ce dernier continue à clamer son innocence.